# Pinhal (Rio Grande do Sul)
Pinhal is een gemeente in de Braziliaanse deelstaat Rio Grande do Sul. De gemeente telt 2.401 inwoners (schatting 2009).